# Mahōka kōkō no rettōsei
Mahōka kōkō no rettōsei (jap. 魔法科高校の劣等生) – seria light novel napisana przez Tsutomu Satō i zilustrowana przez Kanę Ishidę, publikowana od lipca 2011 do września 2020 nakładem wydawnictwa ASCII Media Works pod imprintem Dengeki Bunko.
Seria doczekała się licznych adaptacji w postaci mangi, których autorami byli różni artyści. Na podstawie light novel studio Madhouse wyprodukowało serial anime, który emitowano od kwietnia do września 2014. Film kinowy z oryginalną historią Satō miał swoją premierę w Japonii w czerwcu 2017. Drugi sezon wyprodukowany przez studio Eight Bit był emitowany od października do grudnia 2020. Anime na podstawie spin-offu Mahōka kōkō no yūtōsei było emitowane od lipca do września 2021 i zostało stworzone przez studio Connect. W grudniu 2021 wyemitowano filmową adaptację wątku Tsuioku-hen. Premiera trzeciego sezonu rozpoczęła się w kwietniu i zakończyła w czerwcu 2024.
Od października 2020 ukazuje się sequel zatytułowany Zoku mahōka kōkō no rettōsei: Magian Company. Od stycznia 2021 publikowany jest także spin-off zatytułowany Shin mahōka kōkō no rettōsei: Cygnus no otome-tachi.

## Oprawa serii
Akcja rozgrywa się w alternatywnej wersji świata, w którym magia istnieje i została udoskonalona dzięki nowoczesnej technologii. Jednak zdolność do korzystania z niej jest uwarunkowana genetycznie, co ogranicza liczbę istniejących magów. Po 20-letniej Trzeciej Wojnie Światowej, która zmniejszyła populację świata do 3 miliardów, istnieją cztery supermocarstwa: Stany Zjednoczone Ameryki Północnej, Nowy Związek Radziecki, Wielki Sojusz Azjatycki i Japonia. W Japonii społecznością magów nieformalnie zarządza dziesięć mistrzowskich klanów zamiast rządu. Ze względu na ograniczoną liczbę magów, są oni traktowani jak towar i zmuszani do uczęszczania do szkół i podejmowania zawodów związanych z magią. W Japonii istnieje dziewięć magicznych liceów, z których każde specjalizuje się w innych aspektach magii i jest określane jednym numerem.

## Fabuła
Historia opowiada o Tatsuyi Shibie, ochroniarzu swojej siostry Miyuki, która jest kandydatką na następną przywódczynię klanu Yotsubów, jednego z dziesięciu mistrzowskich klanów rządzących japońskimi magami. Zapisują się do Pierwszego Liceum, które dzieli uczniów na podstawie ich zdolności magicznych. Miyuki jest uczennicą pierwszego kursu i jest postrzegana jako jedna z najlepszych, podczas gdy Tatsuya jest uczniem drugiego kursu i uchodzi za magicznie nieudolnego. Jednak wiedza techniczna, zdolności bojowe i unikalne techniki magiczne Tatsuyi sprawiają, że ludzie postrzegają go jako osobę nieregularną w standardowych rankingach szkoły.

## Light novel

### Mahōka kōkō no rettōsei
Pierwotnie seria ukazywała się jako powieść internetowa w serwisie Shōsetsuka ni narō od 12 października 2008 do 21 marca 2011. Następnie została nabyta przez wydawnictwo ASCII Media Works i wydana jako light novel z ilustracjami Kany Ishidy pod imprintem Dengeki Bunko. Pierwszy tom opublikowano 10 lipca 2010, natomiast ostatni 32. tom, 10 września 2020.
| Nr | Data wydania (język japoński) | ISBN (język japoński)  |
| -- | ----------------------------- | ---------------------- |
| 1  | 10 lipca 2011                 | ISBN 978-4-04-870597-4 |
| 2  | 10 sierpnia 2011              | ISBN 978-4-04-870598-1 |
| 3  | 10 listopada 2011             | ISBN 978-4-04-870998-9 |
| 4  | 10 grudnia 2011               | ISBN 978-4-04-870999-6 |
| 5  | 10 kwietnia 2012              | ISBN 978-4-04-886522-7 |
| 6  | 10 lipca 2012                 | ISBN 978-4-04-886700-9 |
| 7  | 10 września 2012              | ISBN 978-4-04-886701-6 |
| 8  | 10 grudnia 2012               | ISBN 978-4-04-891158-0 |
| 9  | 10 marca 2013                 | ISBN 978-4-04-891423-9 |
| 10 | 7 czerwca 2013                | ISBN 978-4-04-891609-7 |
| 11 | 10 sierpnia 2013              | ISBN 978-4-04-891610-3 |
| 12 | 10 października 2013          | ISBN 978-4-04-866003-7 |
| 13 | 10 kwietnia 2014              | ISBN 978-4-04-866507-0 |
| 14 | 10 września 2014              | ISBN 978-4-04-866860-6 |
| 15 | 10 stycznia 2015              | ISBN 978-4-04-869167-3 |
| 16 | 9 maja 2015                   | ISBN 978-4-04-865116-5 |
| 17 | 8 sierpnia 2015               | ISBN 978-4-04-865313-8 |
| 18 | 10 listopada 2015             | ISBN 978-4-04-865512-5 |
| 19 | 10 marca 2016                 | ISBN 978-4-04-865809-6 |
| 20 | 10 września 2016              | ISBN 978-4-04-892318-7 |
| 21 | 10 lutego 2017                | ISBN 978-4-04-892669-0 |
| 22 | 9 czerwca 2017                | ISBN 978-4-04-892949-3 |
| 23 | 10 sierpnia 2017              | ISBN 978-4-04-893281-3 |
| 24 | 10 marca 2018                 | ISBN 978-4-04-893686-6 |
| 25 | 10 kwietnia 2018              | ISBN 978-4-04-893792-4 |
| 26 | 10 sierpnia 2018              | ISBN 978-4-04-893970-6 |
| 27 | 10 listopada 2018             | ISBN 978-4-04-912163-6 |
| 28 | 10 kwietnia 2019              | ISBN 978-4-04-912560-3 |
| 29 | 8 czerwca 2019                | ISBN 978-4-04-912571-9 |
| 30 | 10 września 2019              | ISBN 978-4-04-912738-6 |
| 31 | 10 kwietnia 2020              | ISBN 978-4-04-913067-6 |
| 32 | 10 września 2020              | ISBN 978-4-04-913253-3 |

### Historie poboczne
| Nr | Data wydania (język japoński) | ISBN (język japoński)  |
| -- | ----------------------------- | ---------------------- |
| 1  | 10 maja 2016                  | ISBN 978-4-04-865952-9 |
| 2  | 10 października 2018          | ISBN 978-4-04-912021-9 |
| 3  | 9 lutego 2019                 | ISBN 978-4-04-912265-7 |
| 4  | 10 stycznia 2020              | ISBN 978-4-04-913002-7 |
| 5  | 10 czerwca 2022               | ISBN 978-4-04-914334-8 |
| 6  | 9 września 2022               | ISBN 978-4-04-914526-7 |

### Zoku mahōka kōkō no rettōsei: Magian Company
Sequel, zatytułowany Zoku mahōka kōkō no rettōsei: Magian Company (jap. 続・魔法科高校の劣等生 メイジアン・カンパニー), został zapowiedziany 24 lutego 2020. Pierwszy tom ukazał się 10 października 2020.
| Nr | Data wydania (język japoński) | ISBN (język japoński)  |
| -- | ----------------------------- | ---------------------- |
| 1  | 10 października 2020          | ISBN 978-4-04-913254-0 |
| 2  | 9 kwietnia 2021               | ISBN 978-4-04-913623-4 |
| 3  | 10 listopada 2021             | ISBN 978-4-04-913931-0 |
| 4  | 10 maja 2022                  | ISBN 978-4-04-914339-3 |
| 5  | 10 listopada 2022             | ISBN 978-4-04-914527-4 |
| 6  | 10 maja 2023                  | ISBN 978-4-04-915009-4 |
| 7  | 8 grudnia 2023                | ISBN 978-4-04-915113-8 |
| 8  | 10 maja 2024                  | ISBN 978-4-04-915648-5 |

### Shin mahōka kōkō no rettōsei: Cygnus no otome-tachi
24 lutego 2020 zapowiedziano również spin-off zatytułowany Shin mahōka kōkō no rettōsei: Cygnus no otome-tachi (jap. 新・魔法科高校の劣等生 キグナスの乙女たち). Pierwszy tom został wydany 9 stycznia 2021.
| Nr | Data wydania (język japoński) | ISBN (język japoński)  |
| -- | ----------------------------- | ---------------------- |
| 1  | 9 stycznia 2021               | ISBN 978-4-04-913262-5 |
| 2  | 9 lipca 2021                  | ISBN 978-4-04-913728-6 |
| 3  | 10 lutego 2022                | ISBN 978-4-04-913932-7 |
| 4  | 10 sierpnia 2022              | ISBN 978-4-04-914340-9 |
| 5  | 10 lutego 2023                | ISBN 978-4-04-914528-1 |
| 6  | 9 lutego 2024                 | ISBN 978-4-04-915114-5 |

## Manga
Seria doczekała się licznych adaptacji mangowych od różnych artystów i wydawców; każda z nich obejmowała jeden z wątków oryginalnej serii light novel. Pierwsza adaptacja została stworzona przez Fumino Hayashi i Tsunę Kitaumi, obejmując wątek Nyūgaku-hen.
| Wątek fabularny    | Autor(zy)                    | Serializacja  | Serializacja                     | Tankōbon     | Tankōbon                         |
| Wątek fabularny    | Autor(zy)                    | Magazyn       | Data wydania                     | Liczba tomów | Data wydania                     |
| ------------------ | ---------------------------- | ------------- | -------------------------------- | ------------ | -------------------------------- |
| Nyūgaku-hen        | Fumino Hayashi Tsuna Kitaumi | GFantasy      | styczeń 2012 – październik 2013  | 4            | wrzesień 2012 – grudzień 2013    |
| Kyūkōsen-hen       | Tsuna Kitaumi                | GFantasy      | listopad 2013 – czerwiec 2016    | 5            | kwiecień 2014 – lipiec 2016      |
| Natsuyasumi-hen    | Yuzuki N'                    | Dengeki Daioh | grudzień 2016 – styczeń 2018     | 3            | luty 2017 – luty 2018            |
| Kaichō senkyo-hen  | Yuzuki N'                    | Dengeki Daioh | czerwiec 2018 – listopad 2018    | 1            | październik 2018                 |
| Yokohama sōran-hen | Gin Amau                     | GFantasy      | listopad 2013 – październik 2015 | 5            | kwiecień 2014 – listopad 2015    |
| Tsuioku-hen        | Waki Ikawa                   | Dengeki Daioh | kwiecień 2014 – wrzesień 2015    | 3            | czerwiec 2014 – wrzesień 2015    |
| Raihōsha-hen       | Majiko!                      | GFantasy      | grudzień 2015 – wrzesień 2019    | 7            | lipiec 2016 – wrzesień 2019      |
| Daburu sebun-hen   | Tsuna Kitaumi                | GFantasy      | październik 2016 – lipiec 2019   | 3            | wrzesień 2017 – wrzesień 2019    |
| Sutīpuruchēsu-hen  | Nobu Aonagi                  | Dengeki Daioh | marzec 2019 – listopad 2020      | 3            | listopad 2019 – grudzień 2020    |
| Koto nairan-hen    | Yuzuki N Dash                | Dengeki Daioh | marzec 2019 – styczeń 2022       | 5            | listopad 2019 – marzec 2022      |
| Yotsuba keishō-hen | Tsuna Kitaumi                | GFantasy      | grudzień 2019 – marzec 2022      | 3            | wrzesień 2020 – maj 2022         |
| Shizoku kaigi-hen  | Hazumi Takeda                | GFantasy      | marzec 2020 – obecnie            |              | wrzesień 2020 – październik 2022 |
| Nankai sōjō-hen    | Nobu Aonagi                  | Dengeki Daioh | luty 2021 – sierpień 2022        | 3            | wrzesień 2021 – obecnie          |

Spin-off, zatytułowany Mahōka kōkō no yūtōsei (jap. 魔法科高校の優等生), autorstwa Yu Mori ukazywał się w magazynie „Dengeki Daioh” od 27 kwietnia 2012 do 27 czerwca 2020. Seria została zebrana w 11 tankōbonach, wydanych pod imprintem Dengeki Comics Next.
| Nr | Data wydania (język japoński) | ISBN (język japoński)  |
| -- | ----------------------------- | ---------------------- |
| 1  | 7 czerwca 2013                | ISBN 978-4-04-891781-0 |
| 2  | 10 lipca 2013                 | ISBN 978-4-04-891782-7 |
| 3  | 8 lutego 2014                 | ISBN 978-4-04-866303-8 |
| 4  | 27 września 2014              | ISBN 978-4-04-866916-0 |
| 5  | 10 marca 2015                 | ISBN 978-4-04-869309-7 |
| 6  | 10 grudnia 2015               | ISBN 978-4-04-865706-8 |
| 7  | 10 sierpnia 2016              | ISBN 978-4-04-892176-3 |
| 8  | 9 czerwca 2017                | ISBN 978-4-04-892909-7 |
| 9  | 9 kwietnia 2018               | ISBN 978-4-04-893646-0 |
| 10 | 27 marca 2019                 | ISBN 978-4-04-912417-0 |
| 11 | 10 września 2020              | ISBN 978-4-04-913429-2 |

## Anime
Adaptacja w formie telewizyjnego serialu anime została zapowiedziana 6 października 2013 podczas Dengeki Bunko Fall Festival. Została wyreżyserowana przez Manabu Ono i zanimowana przez studio Madhouse. Seria była emitowana na antenach Tokyo MX, GTV i GYT i innych stacjach od 6 kwietnia do 28 września 2014.
Film anime, zatytułowany Mahōka kōkō no rettōsei: Hoshi o yobu shōjo, został ujawniony w 19. tomie light novel, wydanym 10 marca 2016. Produkcja oparta jest na nowej oryginalnej historii napisanej przez twórcę serii, Tsutomu Satō, i miała premierę w Japonii 17 czerwca 2017. Została wyreżyserowana przez Risako Yoshidę i zanimowana przez studio Eight Bit. Reszta ekipy produkcyjnej i obsady pozostała bez zmian. Akcja filmu rozgrywa się po wydarzeniach z jedenastego tomu light novel.
6 października 2019 podczas wydarzenia „Dengeki Bunko Aki no Namahōsō Festival” zapowiedziano powstanie drugiego sezonu serialu anime adaptującego wątek Raihōsha-hen. Seria pierwotnie miała być emitowana w lipcu 2020, ale z powodu pandemii COVID-19 została opóźniona do 4 października. Ostatni odcinek wyemitowano 27 grudnia 2020. Główna ekipa produkcyjna filmu z 2017 powróciła do prac nad drugim sezonem.
Po zakończeniu serii ujawniono, że spin-off serii, Mahōka kōkō no yūtōsei, otrzyma adaptację anime. Serial został wyprodukowany przez studio Connect i wyreżyserowany przez Hidekiego Tachibanę. Scenariusz napisał Tsuyoshi Tamai, postacie zaprojektowali Ryōsuke Yamamoto i Takao Sano, a muzykę ponownie skomponował Taku Iwasaki. Seria była emitowana od 3 lipca do 25 września 2021 w Tokyo MX i innych stacjach.
28 lutego 2021 ogłoszono adaptację wątku Tsuioku-hen. Później potwierdzono, że będzie to 60-minutowy film telewizyjny, a za prace nad nim będzie odpowiadać ekipa produkcyjna drugiego sezonu. Produkcja została wyemitowana 31 grudnia 2021. 
Sequel serialu anime został ogłoszony w styczniu 2022. W lipcu 2023 potwierdzono, że będzie to nowa seria telewizyjna w reżyserii Jimmy'ego Stone’a ze studia Eight Bit. Emisja rozpoczęła się 5 kwietnia i zakończyła 28 czerwca 2024.
Po wyemitowaniu ostatniego odcinka trzeciego sezonu zapowiedziano film anime adaptujący wątek Yotsuba keishō-hen.